# Szerelmesek hídja
A Szerelmesek hídja (románul: Pasarela Îndrăgostiților, korábban Jani bácsi hídja) gyalogoshíd Temesváron, a Béga-csatorna felett. A város keleti részén, a Belváros és a Gyárváros között található.

## Történelem
A két park között már 1910-ben építettek egy fahidat a gyalogosforgalom részére, de állapota az 1920-as évek közepére leromlott.
Ekkor határozták el egy vasbetonhíd építését, melyet Polen János városi mérnök tervezett; róla kapta a köznyelvben a Jani bácsi hídja elnevezést. Az építkezés 1925-ben kezdődött, és 1926-ra el is készült a 30 méteres nyílású, 35 méter hosszúságú, 1,90 méter széles ívhíd.
Az 1990-es évek végétől, 2000-es évek elejétől korlátjain megjelentek a szerelmesek lakatjai, ez alapján kezdték el Szerelmesek hídjának nevezni. 2024-re azonban a szerkezet rossz állapotba került, és a hídfők alapjai erősen nedvesedtek, ezért lezárták a forgalom elől.
2024 novemberében a temesvári önkormányzat bejelentette, hogy a hidat teljesen átépítik, és környezetét is átalakítják. 52 méter hosszú és 5 méter széles új híd épül, kerékpársávval. A lakatokat őrző vaskorlátokat a közelben állítják fel. Dominic Fritz polgármester alá is írta a kivitelezési szerződést a 7,74 millió lej költségű beruházásra.